# Чемпионат мира по лыжным видам спорта 1941
Чемпионат мира по лыжным видам спорта 1941 года проводился с 1 по 10 февраля 1941 года в итальянском городке Кортина-д’Ампеццо. Предыдущий чемпионат 1940 года был запланирован в Норвегии, но был отменен в результате немецкого вторжения в Норвегию во время Второй мировой войны. В 1946 году на конгрессе Международной федерации лыжного спорта (FIS) во французском По данные соревнования были лишены статуса чемпионата мира из-за ограниченного числа участников и обстоятельств военного времени. Результаты показанные спортсменами не учитывались в общей статистике FIS.

## Лыжные гонки, мужчины

### 18 км
| Медаль  | Спортсмен           | Время   |
| Золото  | Альфред Дальквист   | 1:05:25 |
| Серебро | Юсси Куриккала      | 1:07:35 |
| Бронза  | Лаури Сильвеннойнен | 1:08:13 |

### 50 км
| Медаль  | Спортсмен         | Время   |
| Золото  | Юсси Куриккала    | 3:36:35 |
| Серебро | Мауриц Брённстрём | 3:38:17 |
| Бронза  | Альфред Дальквист | 3:41:41 |

### Эстафета 4 × 10 км
| Медаль  | Спортсмен                                                                            | Время   |
| Золото  | Финляндия (Мартти Лауронен, Юсси Куриккала, Лаури Сильвеннойнен, Эйно Олкинуора)     | 2:31:07 |
| Серебро | Швеция (Карл Палин, Дональд Юханссон, Нильс Эстенссон, Альфред Дальквист)            | 2:32:15 |
| Бронза  | Италия (Аристид Компаньони, Северино Компаньони, Альберто Жаммарон, Джулио Джерарди) | 2:33:50 |

## Лыжное двоеборье, мужчины
| Медаль  | Спортсмен      | Очки  |
| Золото  | Густль Берауэр | 431,8 |
| Серебро | Паули Салонен  | 414,8 |
| Бронза  | Йозеф Гштрайн  | 406,2 |

## Прыжки с трамплина, мужчины
| Медаль  | Спортсмен     | Очки  |
| Золото  | Пааво Виерто  | 221,5 |
| Серебро | Лео Лааксо    | 220,5 |
| Бронза  | Свен Селонгер | 218,3 |

## Медальный зачёт
| Место | Страна    | Золото | Серебро | Бронза | Всего |
| ----- | --------- | ------ | ------- | ------ | ----- |
| 1     | Финляндия | 3      | 3       | 1      | 7     |
| 2     | Швеция    | 1      | 2       | 2      | 5     |
| 3     | Германия  | 1      | 0       | 1      | 2     |
| 4     | Италия    | 0      | 0       | 1      | 1     |

Жирным выделено максимальное количество медалей в каждой категории.